# Artūras Žukauskas

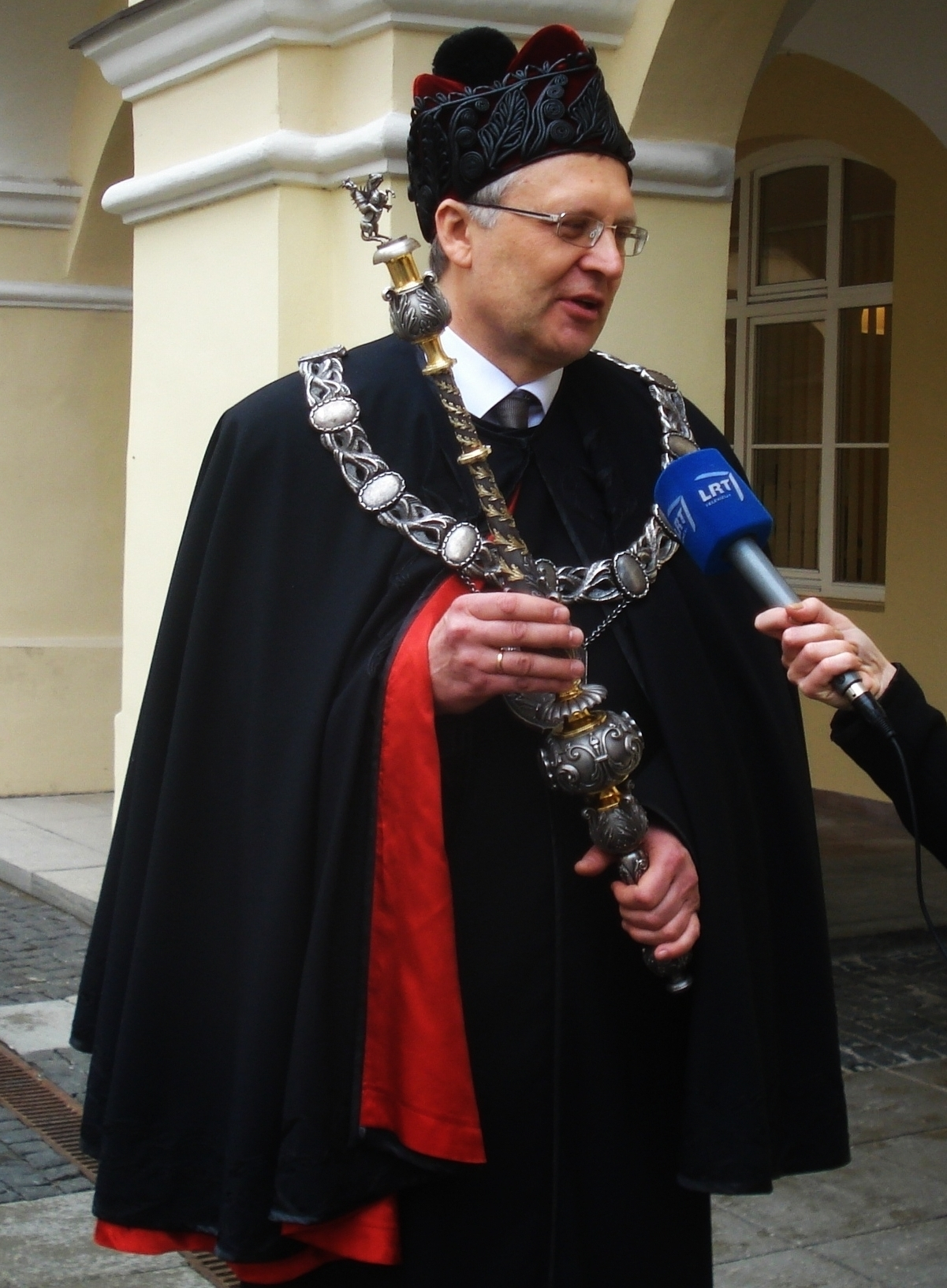
Artūras Žukauskas (2015)

Artūras Žukauskas (*  22. November 1956 in Vilnius) ist ein litauischer liberaler Politiker und Physiker, Professor, von 2015 bis 2020 Rektor der Vilniaus universitetas.

## Leben
Von 1963 bis 1968 lernte er an der 5. Mittelschule in Šiauliai. Nach dem Abitur von 1968 bis 1974 an der Salomėja-Nėris-Mittelschule in der Altstadt Vilnius absolvierte er von 1974 bis 1979 das Physik-Diplomstudium an der VU und wurde Physiker und Physiklehrer. Von 1980 bis 1982 absolvierte er die Aspirantur und 1983 promovierte zum Kandidaten Nauk an der VU.
Seit 1993 lehrt er als Professor am Halbleiterphysik-Lehrstuhl. Von 2013 bis 2015 leitete er die Abteilung für Halbleiter-Optoelektronik am Institut für angewandte Wissenschaften. Im März 2015 wurde er zum Universitätsrektor ausgewählt. Er setzte sich gegen die VU-Professoren wie Physiker Jūras Banys, Jurist Vytautas Nekrošius, Biochemiker Valdemaras Razumas (Präsident von Lietuvos mokslų akademija) und andere Bewerber durch.
Bei Parlamentswahl in Litauen 2020 wurde er Seimas-Mitglied in der Liste der Laisvės partija und bis 2024 arbeitete im 13. Seimas. Er ist stellvertretender Parteivorsitzender der Laisvės partija.

## Bibliografie
- Artūras Žukauskas, Michael S. Shur, Remis Gaska. Introduction to solid-state lighting. New York: „Wiley“, 2002. – 207 p.:iliustr. ISBN 0-471-21574-0; Chinesisch 固体照明导. Chemical Industry Press, 2005. – 184 p., ISBN 7-5025-7619-3.
- UV solid-state light emitters and detectors. Parengė Michael S. Shur ir Artūras Žukauskas. Dordrecht: Kluwer Academic Publishers, 2004. – 308 p.: Illustr. ISBN 1-4020-2035-X, ISBN 1-4020-2034-1
- Artūras Žukauskas. Puslaidininkiniai šviestukai. Vilnius: „Progretus“, 2008. – 231 p.: Illustr. ISBN 978-9955-781-12-7
- Michael S. Shur and Artūras Žukauskas, “Solid-state lighting: Toward superior illumination,” Proc. IEEE 93 (10), pp. 1691–1703 (2005).

## Auszeichnungen
- 2002: Lietuvos mokslo premija (mit Saulius Antanas Juršėnas, Gintautas Tamulaitis und Vidmantas Gulbinas)
- 2007: Povilas-Brazdžiūnas-Preis von Lietuvos mokslų akademija
- 2007: Donald G. Fink Prize Paper Award
- 2008: Nacionalinė pažangos premija (mit Juras Požela)